# 任瑛
任瑛。江蘇宜興縣人，清朝政治人物。同進士出身。

## 生平
任瑛於道光二十七年（1847年）考中丁未科張之萬榜三甲進士，分發湖南即用知縣，官祁陽縣令，後升知府。